# Konstantínos Demertzís
Konstantínos Demertzís (em grego: Κωνσταντίνος Δεμερτζής; 1876 — 1936) foi um político da Grécia. Ocupou o cargo de primeiro-ministro da Grécia entre 30 de Novembro de 1935 a 12 de Abril de 1936.